# Partito Popolare (Montenegro)
Il Partito Popolare (in serbo: Народна странка / Narodna Stranka - NS) è stato un partito politico in Montenegro, di ispirazione conservatrice e democristiana, guidato da Predrag Popović.

## Storia
Il Partito Popolare venne costituito nel 1990, adottando il nome dello storico Partito Popolare dei tempi del Principato del Montenegro, fondato nel 1906. Tra il 1990 e il 1997 fu oppositore del governo post-comunista montenegrino, per poi allearsi con il DPS in funzione anti-miloseviciana. La scelta di avvicinarsi alla coalizione di governo provocò una spaccatura interna e, con la fuoriuscita del fondatore Novak Kilibarda, la nuova dirigenza lasciò la maggioranza per via delle sue posizioni indipendentiste.
Nel 2006 si soffermò su posizioni unioniste e fu oppositore del referendum sull'indipendenza del Montenegro.
In occasione delle elezioni parlamentari in Montenegro del 2009 si alleò col Partito Serbo Democratico ma non ottenne seggi all'Assemblea. Il Partito Popolare fu un convinto sostenitore dell'integrazione europea del Montenegro, opponendosi però all'adesione alla NATO.